# Druckmuseum/Haus für Industriekultur

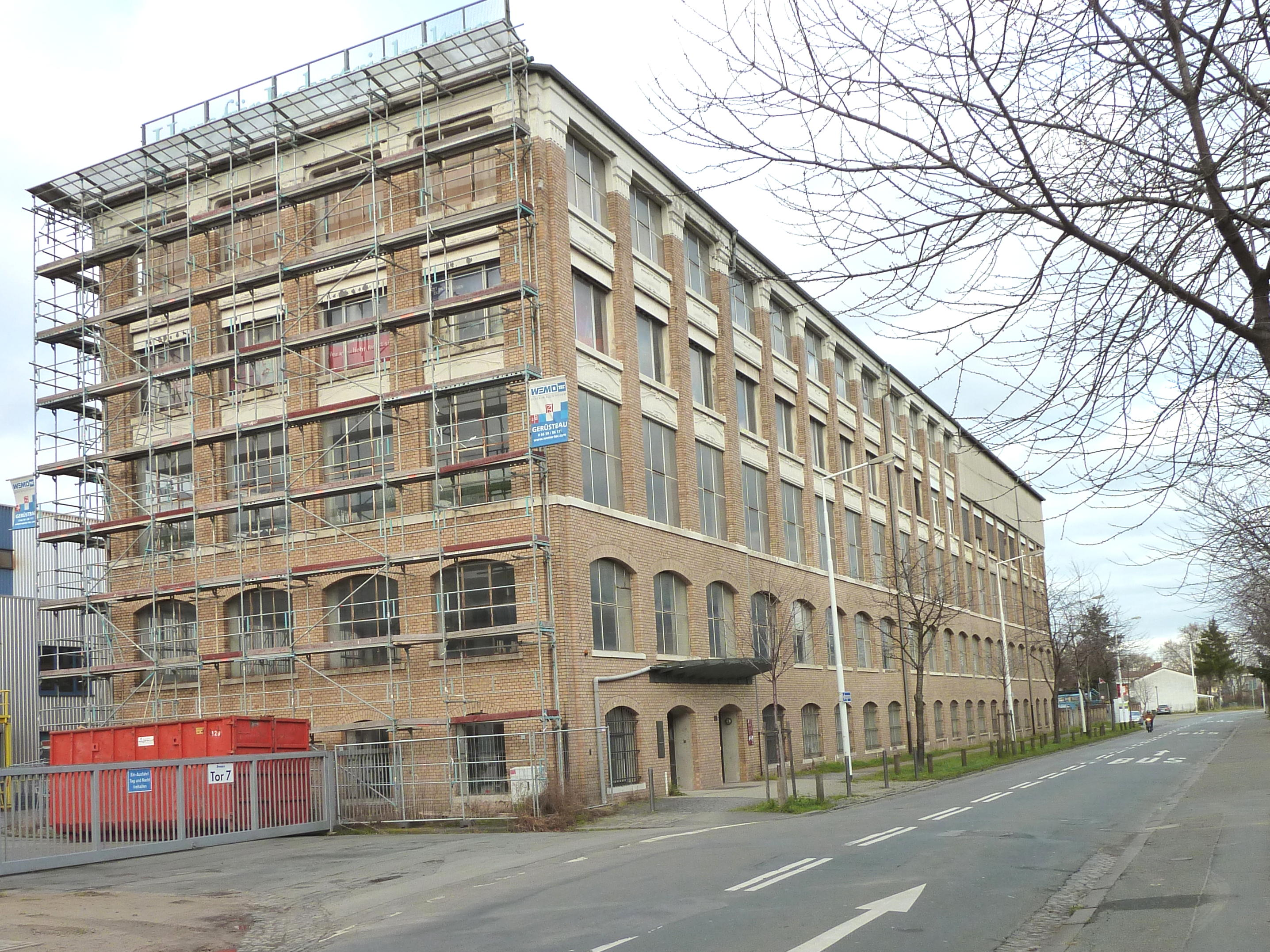
Druckmuseum/Haus für Industriekultur

Das Druckmuseum/Haus für Industriekultur ist die Abteilung für Schriftguss, Satz und Druckverfahren des Hessischen Landesmuseums Darmstadt.

## Geschichte
Das Druckmuseum befindet sich seit 1997 in dem ehemals „Haus für Industriekultur“ genannten Jugendstil-Gebäude in der Kirschenallee 88 in Darmstadt. 1905/06 entstand das Fabrikgebäude für den Hofmöbelfabrikanten Ludwig Alter nach Plänen des Architekten Karl Klee, damals noch mit der Adresse Kirschenallee 12. Der viergeschossige Betonskelettbau hat eine vorgehängte Klinkerfassade mit Brüstungsfeldern aus Beton mit Jugendstildekor.
Wilhelm Leuschner arbeitete 1909 in der Fabrik als Holzbildhauer. Im Ersten Weltkrieg wurden in den Fabrikanlagen der Ludwig Alter Werke unter anderem Einrichtungen für Lazarette und Lazarettzüge, transportable Flugzeughallen und Fahrzeuge für Artillerie und Transportwesen hergestellt. Außerdem wurden in einer eigenen Abteilung Flugzeuge, hauptsächlich Doppeldecker-Maschinen, repariert und als Eigenkonstruktion der Jagdeinsitzer Alter A.1 entwickelt, der allerdings nicht zum Einsatz kam. Nach Ende des Weltkriegs konzentrierte man sich wieder auf die Möbelproduktion, konnte aber nicht mehr an die Erfolge der Vorkriegszeit anknüpfen. 1921 firmierte der Betrieb in „Ludwig Alter A.G.“ um. Das Unternehmen musste 1929 die Liquidation einleiten und wurde schließlich 1936 liquidiert. 1937 erwarb die Adam Opel AG das Gebäude und nutzte es ab 1939 als Ersatzteil- und Auslieferungslager. 1958 ging es in das Eigentum der Donges Stahlbau GmbH über. Der Verein „Haus für Industriekultur e.V.“ kaufte es 1991 mit finanzieller Unterstützung der Stadt Darmstadt und des Landes Hessen. Das Haus wurde 2001 als Außenstelle vom Hessischen Landesmuseum Darmstadt übernommen, nachdem sich der bisherige Träger 1999 aufgelöst hatte.
Die Bestände des Museums, die der Verein 1986 übernommen hatte, stammen in wesentlichen Teilen von der bedeutenden Schriftgießerei D. Stempel AG, Frankfurt am Main, die 1985 ihren Betrieb einstellte.

## Ausstellungsbestand
Im Erdgeschoss findet man Informationsvitrinen und eine funktionsfähige Rotationsdruckmaschine zum Zeitungsdruck, die 1935 von MAN Augsburg gebaut wurde.
Im 1. Obergeschoss befinden sich die Abteilungen für Handsatz, Maschinensatz und Druck.
Handsatz
In der Handsetzerei demonstrieren Schriftsetzer das manuelle Setzen von Texten mit dem Winkelhaken und einzelnen Bleilettern aus dem Setzkasten, wie es seit Johannes Gutenberg bis zur Erfindung der Setzmaschinen im 19. Jahrhundert üblich war. Die Handsetzer können dabei auf einen beachtlichen Bestand verschiedener Schriften in allen Schriftgraden und Schriftfamilien aus dem Fundus des Museums zugreifen. Das meiste davon stammt aus dem Nachlass der Stempel AG, Frankfurt.
Maschinensatz
In der Maschinensatzabteilung sind die ab Ende des 19. Jahrhunderts entwickelten Setz- bzw. Gieß- und Setzmaschinen ausgestellt. Dazu zählt vor allem eine umfangreiche Sammlung verschiedener Linotype-Modelle, die der von Deutschland in die USA ausgewanderte Ottmar Mergenthaler konstruiert hat. Ausgestellt sind weiterhin eine Ludlow-Zeilengießmaschine, der von John Raphael Rogers entwickelte Typograph und besonders die von Tolbert Lanston erfundene Monotype-Gieß- und Setzmaschine, die im Gegensatz zur Linotype Einzel-Lettern gießt und setzt.
Druckpressen
In der Druckabteilung werden zahlreiche einsatzbereite Druckpressen präsentiert, so eine der ersten gusseisernen Handpressen, die nach ihrem Konstrukteur, Lord Stanhope als Stanhope-Presse bezeichnet wird. Weiterhin findet man Kniehebelpressen, so die von Richard Whittaker Cope in England entwickelte Albion-Presse, die Columbia- oder Clymersche-Presse und die Washington-Presse aus den USA und aus Deutschland die Zweibrücker-Presse von Christian Dingler.
Bei den Tiegeldruckpressen sind verschiedene Maschinen nach den Systemen Boston – von J. Golding in Boston entwickelt –, Gally und Liberty zu finden. Die ausgestellte Liberty-Tiegeldruckpresse, die von dem nach den USA ausgewanderten Deutschen Friedrich Otto Degener konstruiert wurde, ist das älteste in Europa bekannte Exemplar (Baujahr um 1860). Weiterhin sind Modelle der von Friedrich Koenig und Andreas Friedrich Bauer entwickelten Stoppzylinder-Schnellpresse ausgestellt, so auch eine Victoria von Rockstroh & Schneider. Die Maschinen werden bei Bedarf auch heute noch für besondere Druckaufträge in Betrieb genommen.

## Werkstätten
Im 3. Obergeschoss befindet sich die letzte Schriftgießerei in Deutschland, außerdem das Schuldruckzentrum, eine Werkstatt für Lithographie (Flachdruck) und eine Buchbinderwerkstatt.
Schriftgießerei
Dem Schriftgießer, der hier die einzige professionelle Schriftgießerei in Deutschland betreibt, stehen aus dem Bestand des Museums etwa eine Million Matrizen zum Gießen von Lettern zur Verfügung, die in den öffentlich nicht zugänglichen Magazinen in den anderen Stockwerken des Museums in etwa 8000 Maternkästen und etwa 3000 Kartons gelagert sind.
Schuldruckzentrum
Das 2007 gegründete Schuldruckzentrum hat es sich zur Aufgabe gemacht, das handwerkliche Drucken in Schulen und anderen pädagogischen Einrichtungen lebendig zu halten. Es bezieht sich dabei auf den französischen Reformpädagogen Celestin Freinet (1896–1966), der das Drucken als Technik des freien Ausdrucks in die Pädagogik einführte. Durch die Einführung des Computers ist diese Technik in den Schulen zu Unrecht in Vergessenheit geraten. Denn handwerkliches Setzen und Drucken fördert bei Kindern und Jugendlichen nicht nur handwerkliche und künstlerische Kompetenzen, sondern auch vernetztes Denken, soziale Interaktion, Eigenständigkeit und Selbstvertrauen. Der Einzelne erwirbt bei der Planung einzelner Verfahrensschritte Entscheidungskompetenzen.
Lithographiewerkstatt
In der Lithographieabteilung wird der Flachdruck mit Lithographie-Steinen gezeigt. Das Museum verfügt über einen Bestand von etwa 20.000 Lithographiesteinen, die aber aus Platzmangel zurzeit nicht öffentlich ausgestellt werden können.

## Angebote
Das Museum bietet Kurse und Workshops für Erwachsene und Kinder an.